# Lors
Les Lors (persan: ﻟﻮﺭ, aussi transcrit Lur) sont un peuple iranien indigène, étroitement apparentés aux Persans. Au Khouzistan, les tribus Lor sont surtout concentrées dans la partie nord de la province, alors que dans la province d'Ilam, ils sont plutôt dans la région sud.
Avant le XXe siècle, la majorité des Lors étaient des éleveurs nomades, avec une minorité urbaine résidant dans la ville de Khorramabad. Plusieurs tentatives des Pahlavis ont forcé les populations nomades Lor à se sédentariser. Avec Reza Chah, ces campagnes n'ont pas connu de succès. Le dernier Shah d'Iran, Mohammad Reza, avec des méthodes plus douces et des incitations économiques a rencontré plus de succès, mais la sédentarisation n'était toujours pas totale. Au milieu des années 1980, la vaste majorité des Lors s'étaient établis dans des villes et des villages de la province, ou avaient émigré dans des centres urbains majeurs.

## Langue
Différents dialectes du Lori sont parlés dans l'ouest et le sud-ouest de l'Iran. Ils peuvent être divisés en trois branches principales.
- Lori du nord ou Feylién (Feyli, Lak, Kalhor, Minjayi, Salas)
- Lori du sud (BoyerAhmadi, Mamasani, Liravi)
- Bakhtiari (Haft Lang, Tchahar Lang)

## Culture

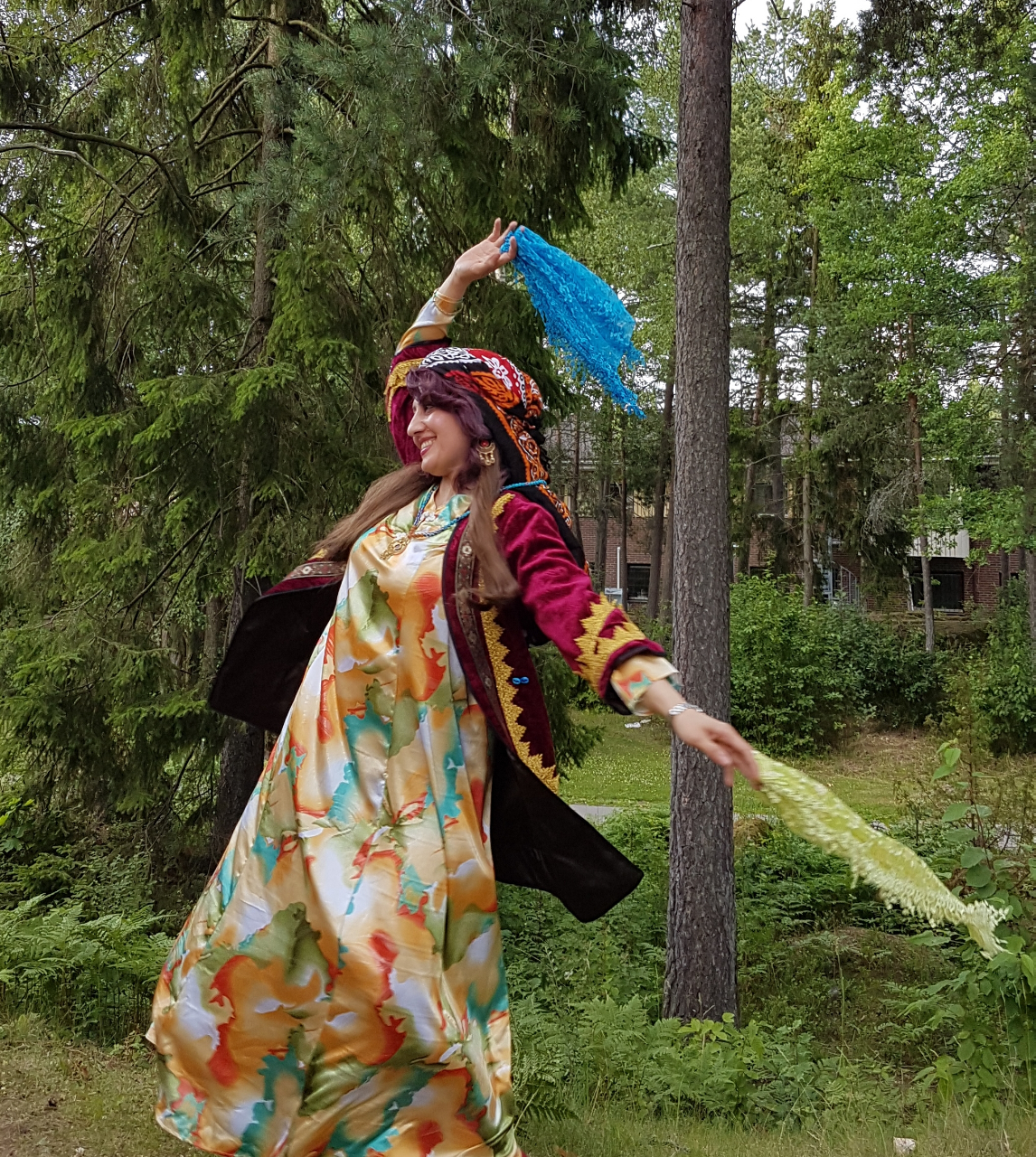
Femme lor effectuant la danse Čupi

Un certain nombre de tribus Lors nomades existent toujours dans la province. Parmi les populations urbaines sédentarisées, l'autorité des chefs coutumiers a toujours une influence très forte, bien qu'elle soit moindre sur les nomades. 
Tout comme dans les sociétés kurdes, les femmes lors jouissent d’une plus grande liberté que leurs homologues appartenant à d’autres groupes ethniques en Iran. Par exemple, elles participent activement à diverses activités sociales, arborent une grande variété de vêtements colorés et s’expriment à travers le chant et la danse lors de cérémonies traditionnelles. Parmi les figures féminines historiques, Bibi Maryam Bakhtiari et QadamKheyr se distinguent comme des femmes lors emblématiques originaires d’Iran,. 
Une caractéristique ethnoculturelle distinctive des Lores, est les danses folkloriques lori.

## Histoire
La civilisation du Lorestan est principalement célèbre pour ses objets en bronze, fabriqués selon la technique de la cire perdue, et plus particulièrement pour ses mors de chevaux ouvragés et décorés de chevaux ou d'animaux fabuleux. Ceux-ci ont été retrouvés dans des tombes mégalithiques et semblent avoir été fabriqués uniquement pour servir lors des inhumations et non pour un usage réel.

### Petit Lorestan

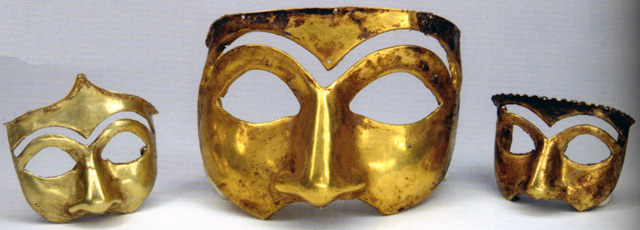
Masques en or. Découverts à Kalmakareh, Lorestan. première moitié du Ier millénaire av. J.-C. Musée national d'Iran.

Dans la partie nord du Lorestan, anciennement connue sous le nom de Lur-e-Kuchik (Petit Lor), vivent les Lors Feili, divisés entre les Pishkuh à l'est et les Pushkuh dans le territoire bordant l'Irak à l'ouest.
Le petit Lorestan maintint son indépendance sous une succession de princes de la dynastie Khorshidi, connus comme Atabegs depuis 55 ap. J.-C. jusqu'au XVIIe siècle. Shah Abbas a alors retiré son pouvoir au dernier Atabeg, Shah Verdi Khan et donna les rênes de la province à Hossein Khan Shamlu, le chef de tribu rivale des Shamlu, avec le titre de Vali en échange de celui d'Atabeg. Les descendants de Hossein Khan, en tant que gouverneurs de Lors Pushtkuh, sont maintenant dénommés Feili.

### Grand Lorestan
La partie sud de la province, anciennement connue sous le nom de Lor-e-Bozourg (Grand Lorestan), comprend la région Bakhtiarie de la province du Khouzistan et les districts des Lors Mamasenni et Kuhgilu qui sont situés dans le Fars. À une époque, le Grand Lorestan formait un État indépendant sous les atabegs Fazlevieh depuis 1160 jusqu'à 1424. Sa capitale, Idaj, survit à l'état de ruines à Malamir, 90 km au sud-est de la ville de Chouchtar au Khouzistan.

## Voir également
- Musique lori
- Danse lori
- Layli, poupée lori
- Lors irakiens